# 伊東かなえ
伊東 かなえ（いとう かなえ、1969年6月30日 - ）は、テレビショッピング専門チャンネル「ショップチャンネル」の出演者（キャスト）である。

## 来歴
長野県出身。元テレビ信州のアナウンサーで、同局在籍時には日本テレビ『ズームイン!!朝!』4代目の長野担当リポーターを務めていた。
退社後、1998年からショップチャンネルのキャストを務めている。